# 曹庆华
曹庆华（1975年10月—），云南墨江人，哈尼族，中国共产党党员。中华人民共和国政治人物、第十三届全国人民代表大会云南省代表。

## 生平
2018年，曹庆华被选为云南省出席第十三届全国人民代表大会代表。